# Lophogorgia
Lophogorgia is een geslacht van neteldieren uit de klasse van de Anthozoa (bloemdieren).

## Soort
- Lophogorgia capeverdiensis Grasshoff, 1986